# マッチョ
マッチョ（英語：macho）とは、男性及び男子がもつという「強靱さ、逞しさ、勇敢さ、好戦性、父性性、社会性」といった性質を基礎とした思想や信条、行動、知性、外見等の男らしさを示す言葉。メキシコのスペイン語 macho（マチョ）「雄の〜」という形容詞が変化したもの。
machismo （マチスモ、もしくはマチズモ）は「男性優位主義」を指し、男性としての優位性、男性としての身体的及び精神的な性的魅力、男性の特徴を誇示する、という意味合いがある。
イデオロギー（政治的信条）としては「タカ派、右翼、保守、男尊女卑、指導力、家父長制」といったものと結びつきやすく、「ハト派、左派、リベラル、両性平等、LGBTの文化、非社会的」といった信条は軟弱または貧弱と退けられる。
マッチョという言葉にはスペイン語とポルトガル語の歴史と並び、長い歴史がある。元々は社会的な役割として男性に求められる理想像を指す言葉であった。

## その他
- ボンゴ - 連結されている小さい太鼓の事を「マチョ」や「マッチョ」(macho)と呼ぶ（大きい側は女性という意味の「エンブラ」（hembra）と呼ばれる）。

## 日本での使われ方
日本では、ボディビルダーなど筋肉質や筋肉美を指す言葉として使われることがある。ただし、前述の通り本来のマッチョの意味は筋肉美を含むが、それに限定しない。
ボディビルを愛好している（していた）著名人についてはボディビル項・「ボディビルをしている（いた）著名人」参照。

## マッチョ労働
日本において高度経済成長期に定着し、平成・令和期に入った現在でも企業で残っている「（仕事では）弱みを見せないこと、仕事最優先で長時間働くことができること、競争を好み、『勝つ』ことを最優先に力を注ぐこと」という価値観の労働スタイルが「マッチョ労働」とも呼ばれ、労働環境におけるこのような慣習を、働き方改革による労働安全衛生面での改善、企業内でのダイバーシティ・マネジメントの推進、さらに主に男性の育児参加や家庭環境を阻害し少子化の遠因ともなっているとして、批判的に用いられることが多くなっている。